# Holiday (film fra 2018)
 For alternative betydninger, se Holiday. (Se også artikler, som begynder med Holiday)
Holiday er en dansk film fra 2018 instrueret af Isabella Eklöf.
Filmen modtog Politikens Talentpris på CPH PIX i 2018.

## Handling
Sascha (Victoria Carmen Sonne) er en ung kvinde, der er kæreste med narkogangsteren Michael (Lai Yde), og hun kommer til den tyrkiske badeby Bodrum, hvor Michael og hans slæng driver den af i luksus. Sascha oplever på den ene side mange fester og bliver forkælet med gaver, men på den anden side udsættes hun også for vold, både fysisk og psykisk, af Michael. Da Sascha viser interesse for en anden mand, Thomas (Thijs Römer), eskalerer volden.

## Medvirkende
- Lai Yde som Michael
- Victoria Carmen Sonne som Sascha
- Thijs Römer som Thomas
- Morten Hemmingsen som Jens